# Zilog Z8 Encore!

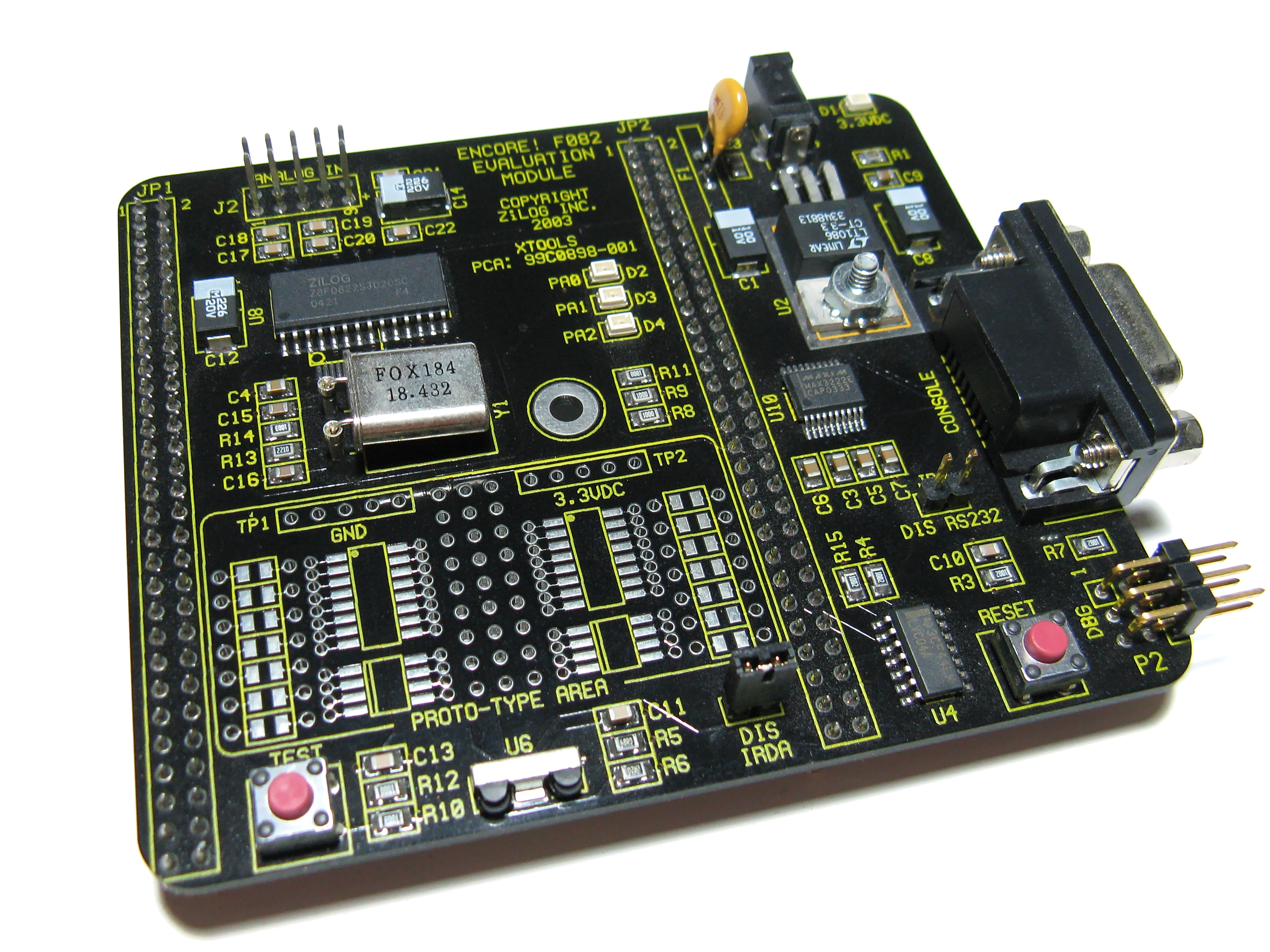
Kit di sviluppo Z8 Encore! Z8F082, da notare il chip dietro il quarzo.

Lo Zilog Z8 Encore! è un microcontrollore a 8 bit prodotto da ZiLOG e basato sulla popolare architettura Z8.
Lo Z8 Encore! offre un ampio spettro di caratteristiche per l'uso in sistemi embedded. La più evidente è la presenza di tre canali DMA per leggere ad esempio da tre convertitori analogico-digitale (ADC).
Caratteristiche del microcontrollore (variabili a seconda del modello):
- Alimentazione a 3,3 Volt
- DRAM da 256 byte
- Frequenza di clock di 20 Mhz
- Memoria flash integrata fino a 12 KiB
- ADC con risoluzione di 10 bit
- 2 interfacce seriali sincrone (I²C e SPI)

Il set istruzioni dello Z8 Encore! è compatibile con quello dello Z8 ma fornisce alcune estensioni utili per l'utilizzo di linguaggi di programmazione ad alto livello. In particolare l'ambiente di sviluppo fornito dalla stessa Zilog consente di programmare il chip in ANSI C.
Per lo sviluppo, lo Z8 Encore! è dotato di una interfaccia di debug a livello di singolo pin.